# Kabinet-Wilopo
Het kabinet-Wilopo was een Indonesisch kabinet in de jaren 1952-1953. Het kabinet werd geleid door minister-president Wilopo en vicepremier Prawoto Mangkusasmito.

## Formatie
Het kabinet-Soekiman viel in februari 1952 vanwege een overeenkomst tussen minister van buitenlandse zaken Achmad Soebardjo en de Amerikaanse ambassadeur Horace Merle Cochran in het kader van de Amerikaanse Mutual Security Act (een opvolger van het Marshallplan). Deze samenwerking met de VS ging in tegen het onafhankelijke buitenlandse beleid, los van de twee machtsblokken van de Koude Oorlog, dat men voorstond. De Volksvertegenwoordigingsraad stemde op 21 februari minister Soebardjo weg, en twee dagen later besloot het hele kabinet-Soekiman op te stappen.
Volgend op de val van het kabinet-Soekiman wees president Soekarno twee formateurs aan: Prawoto Mangkusasmito van de Masjoemi-partij en Sidik Djojosukarto van PNI. Tijdens de formatie ontstonden er echter scheuren binnen de partij Masjoemi, die ertoe leidden dat de Nahdlatul Ulama-stroming zich afsplitste (en uiteindelijk enkele maanden later als nieuwe partij door zou gaan). Dit compliceerde de formatie dermate dat de formateurs hun opdracht op 18 maart teruggaven aan de president.
Soekarno wees Wilopo van PNI, in het vorige kabinet minister van economische zaken, aan als nieuwe formateur. Wilopo wist binnen enkele dagen een coalitie samen te stellen bestaande uit PNI en Masjoemi, aangevuld met PSI, Parkindo, Parindra, de Katholieke Partij, PSII en de Arbeiderspartij. Op 3 april 1952 werd het kabinet-Wilopo geïnstalleerd.

## Kabinetsprogramma

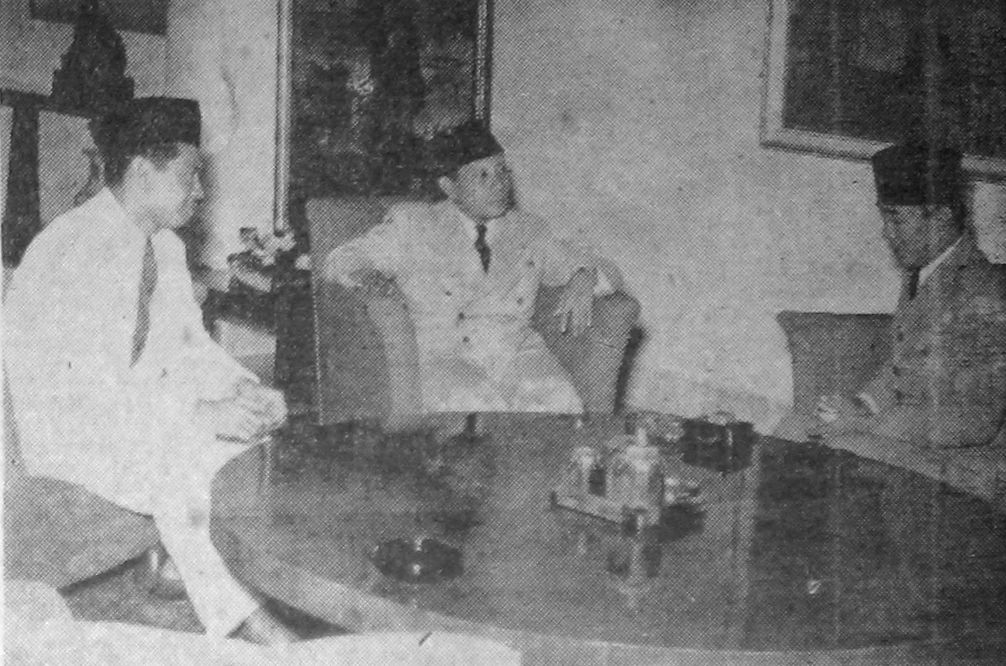
President Soekarno, premier Wilopo en vicepremier Prawoto (november 1952).

Het kabinetsprogramma van Wilopo was vrij vergelijkbaar met die van de vorige twee kabinetten Natsir en Soekiman. Het bestond uit zes punten:
1. Overheidsorganisatie: verbeteren van de centrale overheid en het organiseren van verkiezingen voor de Volksvertegenwoordigingsraad en Konstituante.
2. Welvaart: verbeteren van de levensstandaard en verhogen van de voedselproductie.
3. Veiligheid: zorg dragen voor veiligheid en een sterke rechtsstaat.
4. Arbeiders: implementeren van arbeiderswetgeving voor de verbetering van productieprocessen.
5. Onderwijs: verbeteren van het onderwijssysteem.
6. Buitenlandse zaken: (a) onafhankelijk buitenlands beleid gericht op nationale belangen en wereldvrede; (b) komen tot goede betrekkingen met Nederland binnen de Nederlands-Indonesische Unie; en (c) voortzetting van de strijd om West-Irian onderdeel te laten uitmaken van Indonesië.

Het punt 6(a) moest duidelijk maken dat Indonesië onafhankelijk zou opereren van de twee machtsblokken van de Koude Oorlog, en dit was dus een belangrijke breuk met de toenadering die door het vorige kabinet was gezocht met de Verenigde Staten.

## Val van het kabinet
De val van het kabinet werd ingeleid door een gebeurtenis in het dorp Perdamaian in Noord-Sumatra op 16 maart 1953. Hier waren voor de Tweede Wereldoorlog grote oliepalm-, thee- en tabaksplantages van de Deli Maatschappij. Tijdens de Japanse bezetting waren de plantages overgenomen door de lokale bevolking, maar op basis van de rondetafelconferentie van 1949 was vastgelegd dat buitenlandse investeerders hun vooroorlogse activiteiten in Indonesië mochten voortzetten. Het kabinet-Wilopo besloot hier gehoor aan te geven en de lokale bevolking opdracht te geven de plantages te verlaten.
het Indonesisch Boerenfront (BTI), een aan de Communistische Partij gelieerde actiegroep, ging niet akkoord en hitste de bevolking op om in opstand te komen. Dit leidde uiteindelijk tot ongeregeldheden met de politie, waarbij 6 doden en 15 gewonden vielen. Naar aanleiding van dit incident diende de oppositie een motie van wantrouwen in. Nog voor de stemming besloot het kabinet-Wilopo om op te stappen.

## Samenstelling
| Nr. | Ministerspost                             | Minister | Minister                                   | Partij   |
| --- | ----------------------------------------- | -------- | ------------------------------------------ | -------- |
| 1   | Minister-president                        |          | Wilopo                                     | PNI      |
| 1   | Vicepremier                               |          | Prawoto Mangkusasmito                      | Masjoemi |
| 2   | Buitenlandse Zaken                        |          | Wilopo (tot 29 april 1952)                 | PNI      |
| 2   | Buitenlandse Zaken                        |          | Moekarto Notowidigdo (vanaf 29 april 1952) | PNI      |
| 3   | Binnenlandse Zaken                        |          | Mohamad Roem                               | Masjoemi |
| 4   | Defensie                                  |          | Hamengkoeboewono IX (tot 2 juni 1953)      |          |
| 4   | Defensie                                  |          | Wilopo (vanaf 2 juni 1953)                 | PNI      |
| 5   | Justitie                                  |          | Lukman Wiriadinata                         | PSI      |
| 6   | Informatie                                |          | Arnold Mononutu                            | PNI      |
| 7   | Financiën                                 |          | Soemitro Djojohadikoesoemo                 | PSI      |
| 8   | Landbouw                                  |          | Mohammad Sardjan                           | Masjoemi |
| 9   | Handel                                    |          | Sumanang                                   | PNI      |
| 10  | Transport                                 |          | Djoeanda Kartawidjaja                      |          |
| 11  | Openbare Werken en Energie                |          | Suwarto                                    | PK       |
| 12  | Arbeid                                    |          | Iskandar Tedjasukmana                      | PB       |
| 13  | Sociale Zaken                             |          | Anwar Tjokroaminoto (tot 11 mei 1953)      | PSII     |
| 13  | Sociale Zaken                             |          | Soeroso (vanaf 19 mei 1953)                | Parindra |
| 14  | Onderwijs en Cultuur                      |          | Bahder Djohan                              |          |
| 15  | Godsdienst                                |          | Fakih Usman                                | Masjoemi |
| 16  | Gezondheid                                |          | Johannes Leimena                           | Parkindo |
| 17  | Minister van Staat (voor werknemerszaken) |          | Soeroso (tot 11 mei 1953)                  | Parindra |